# Thomas Bang (teolog)
 Der er flere personer med dette navn, se Thomas Bang.
Thomas Bang (født 1600 i Flemløse, død 27. oktober 1661 København) var en dansk teolog og filolog. Han var svigerfader til biskop Hans Rosing.
Bang opholdt sig fra 1627 i længere tid i Tyskland, hvor han studerede de østerlandske sprog. I 1630 blev han ansat ved Universitetet i København som professor i hebraisk, og i 1652 blev han professor i teologi. Han udgav bl.a. værket  Coelum orientis et prisci mundi (1657), som hovedsagelig handler om bogstavskriftens oprindelse, men i teologisk ånd og med teologiske ekskurser.
På den latinske filologis område er hans hovedværk Observationum philologicarum libri duo (1640), som er en kommentar til hans større latinske grammatik Praecepta majora (1638); endvidere Aurora Latinitatis (1638), en elementær latinsk grammatik- og lærebog for skoledrenge. I disse udgivelser arbejdede Bang for en renere latinsk sprogform. Derudover var han en ivrig forfægter af latinens herskende stilling i skolerne og hindrede indførelsen af det danske sprog i de latinske skolegrammatikker.